# Элселехдар, Марва
Марва Элселехдар (иногда Эль-Селегдар, Элььселехдар) — первая египетская женщина-капитан корабля. В 2013 году она закончила Арабскую академию науки, технологий и морского транспорта, первая выпускница факультета морского транспорта и технологий, а по состоянию на апрель 2021 имеет звание первого помощника капитана корабля Aida IV.

## Биография
Родилась в Египте в 1991/1992. Марва и её брат поступили в Арабскую академию науки, технологий и морского транспорта (AASTMT), Марва — на факультет международного транспорта и логистики, брат — на факультет морского транспорта и технологий, на который в то время принимали только мужчин. Позже Марва подала заявку на факультет морского транспорта и технологий, и после её одобрения президентом Египта Хосни Мубараком Марве было предоставлено разрешение на учёбу. Став единственной женщиной среди 1200 студентов, она сталкивалась с сексизмом, однако закончила обучение в 2013 году и позже дослужилась до звания первого помощника капитана.
Марва Элселехдар стала первой женщиной-капитаном корабля в Египте, которая провела судно в 2015 году через расширенный Суэцкий канал. Она также была самой молодой среди капитанов, которые совершили этот проход. В 2017 году её отметил президент Абдель Фаттах эль-Сиси во время празднования Дня женщин в Египте. Она будет сдавать свой последний экзамен на звание капитана в мае 2021 года.
Марва также получила степень магистра делового администрирования Кардиффского столичного университета.

## Слухи о причастности к аварии Ever Given
Когда судно Ever Given заблокировало Суэцкий канал в 2021 году, в социальных сетях распространили слухи о том, что капитаном судна и ответственным за инцидент была Марва Элселехдар. Однако в то время она была первым помощником капитана корабля Aida IV, который находился за сотнях миль от места инцидента, в Александрии. Aida IV — египетское тренировочное судно для курсантов AASTMT.